# Ermenegildo Zegna (imprenditore 1955)
Ermenegildo Zegna, noto anche come Gildo Zegna (Torino, 30 settembre 1955), è un imprenditore italiano, presidente e amministratore delegato del Gruppo Ermenegildo Zegna. È parte della terza generazione della famiglia che ha fondato l’azienda nel 1910 a Trivero.

## Biografia

### Infanzia e formazione
Nato a Torino ma cresciuto a Biella, è conosciuto con il diminutivo Gildo. È nipote omonimo del fondatore della celebre azienda specializzata nell’abbigliamento di lusso maschile Ermenegildo Zegna, e figlio di Angelo Zegna, che ha ricoperto il ruolo di Presidente onorario fino al 2021, anno della sua morte.
Si laurea in economia nel 1978 presso l’Università di Londra per poi frequentare un master in management presso la Harvard Business School.

### Carriera
L’ingresso nell’azienda di famiglia avviene nel 1982 nel ruolo di presidente della Ermenegildo Zegna Corporation, divisione che controlla la distribuzione dei prodotti Zegna negli Stati Uniti e in Canada, mentre dal 1986 al 1989 si occupa della distribuzione in Spagna come amministratore delegato di Italco.
Dal 1989 fa parte del consiglio di amministrazione del Gruppo Ermenegildo Zegna; ne diviene amministratore delegato nel 1997.
Nei primi anni Duemila, Gildo Zegna amplia le attività dell’azienda espandendosi nel settore delle fragranze.
Sotto la sua guida il Gruppo, nato come azienda tessile poi sviluppatasi nell’abbigliamento maschile di alto di gamma, è cresciuto fino a diventare uno dei principali player mondiali nel settore lusso, quotato alla borsa di New York, anche grazie all’acquisizione del marchio Thom Browne nel 2018 e più di recente, nel 2023, del business TOM FORD FASHION.
Nel dicembre 2021 il Gruppo si è quotato alla Borsa di New York; in seguito, Ermenegildo Zegna ha assunto anche il ruolo di presidente oltre a quello di amministratore delegato.

## Incarichi e riconoscimenti
Nel 2011 Gildo Zegna è insignito del titolo di Cavaliere del Lavoro dal Presidente della Repubblica Giorgio Napolitano.
Gildo Zegna è presidente del consiglio di amministrazione di Thom Browne, di Monterubello (la società della famiglia) e di Tom Ford International, e presidente di Filati Biagioli Modesto.
È membro del Comitato Strategico e consigliere della Camera Nazionale della Moda Italiana e fa parte del Consiglio per le Relazioni fra Italia e Stati Uniti. 
Dal 2014 al 2021 ha fatto parte del consiglio di amministrazione di Fiat Chrysler Automobiles (FCA).
Ha ricevuto il Premio Leonardo 2015 dal Presidente della Repubblica Sergio Mattarella per essersi distinto nella promozione del Made in Italy nel mondo.

## Vita privata
È sposato e ha due figli.